# Život je krásný (film, 1997)
Život je krásný (v italském originále La vita è bella) je italský film z roku 1997 režiséra Roberta Benigniho, který v něm také ztvárnil hlavní postavu. Snímek vypráví příběh italského žida Guida Oreficeho, který musí vymyslet, jak pomoci své rodině během jejího zajetí v nacistickém koncentračním táboře.
Snímek byl v roce 1999 nominován na sedm Oscarů, přičemž získal tři ceny v kategoriích nejlepší herec (Roberto Benigni), nejlepší hudba a nejlepší cizojazyčný film.

## Děj
Film začíná v roce 1939 v fašistické Itálii. Hlavní hrdina Guido Orefice, veselý a charismatický mladý italský Žid, přijíždí do toskánského města Arezzo, kde jeho strýc Eliseo pracuje jako vrchní číšník v hotelovém restaurantu. Guido zde nachází práci jako číšník a zamiluje se do místní učitelky Dory, která je však zasnoubená s arogantním fašistickým úředníkem Rodolfem. Během svého působení v hotelu se Guido spřátelí s německým lékařem Lessingem, se kterým sdílí zálibu v hádankách. Guido vytrvale usiluje o Dořinu přízeň a inscenuje různá "náhodná" setkání. Používá přitom svůj osobitý humor a často ji oslovuje "princezno". Dokonce se vydává za školního inspektora, aby ji mohl navštívit při vyučování. Přestože ve městě sílí projevy antisemitismu (včetně protižidovských nápisů na strýcově obchodě), Guido si zachovává optimismus a paroduje nacistickou ideologii včetně jejich teorií o rasové nadřazenosti. Vše vyvrcholí během Dořiny zásnubní slavnosti, kdy Guido vyzná Doře lásku. Ta si uvědomí, že Rodolfa ve skutečnosti nemiluje, a rozhodne se uprchnout s Guidem na bílém koni. Později se vezmou a narodí se jim syn Giosuè. Guido si splní sen a otevře si knihkupectví, zatímco Dora pokračuje v učitelské profesi.
V roce 1944, když severní Itálii okupuje nacistické Německo, jsou Guido, Giosuè a strýc Eliseo deportováni do koncentračního tábora právě v den Giosuèových narozenin. Dora, ačkoli není Židovka, dobrovolně nastupuje do stejného transportu, aby mohla být své rodině nablízku. V táboře jsou však muži a ženy odděleni. Strýc Eliseo je krátce po příjezdu zavražděn v plynové komoře.
Aby Guido ochránil svého syna před hrůznou realitou, přemění celý pobyt v táboře na složitou hru. Vysvětluje synovi, že sbírají body a první, kdo získá tisíc bodů, vyhraje opravdový tank. Stanovuje "pravidla": nesmí plakat, stěžovat si na hlad nebo volat po matce, jinak přijde o body. Naopak tichým chováním a schováváním před dozorci lze získat body navíc. Když počet dětí v táboře ubývá kvůli vraždění v plynových komorách, Guido synovi vysvětluje, že se jen dobře schovávají, aby získaly více bodů. Při jedné příležitosti se Guido znovu setkává s doktorem Lessingem, nyní důstojníkem SS. Doktor Lessing ho ušetří před smrtí v plynové komoře a zajistí mu práci číšníka při večeři nacistických důstojníků. Guido využije této příležitosti, aby nakrmil svého syna, kterého vydává za dítě jednoho z německých důstojníků. Jeho naděje, že mu Lessing pomůže, se však rozplynou, když zjistí, že doktor ho chce pouze požádat o vyřešení další hádanky.
Na konci války, když se blíží spojenecká vojska, nastává v táboře chaos. Guido ukryje Giosuèho v bedně a slíbí mu, že je to poslední úkol před získáním tanku. Sám se vydává hledat Doru, přestrojený za ženu. Je však odhalen a zastřelen německým vojákem. Při své poslední cestě ještě naposledy zamrká na syna, stále věrný své roli v "herní" iluzi. Následující ráno Giosuè vyleze z úkrytu právě ve chvíli, kdy do tábora vjíždí americký tank Sherman. Chlapec je přesvědčen, že vyhrál slíbenou cenu, a jeden z amerických vojáků ho nechá na tanku se svézt. Během cesty Giosuè spatří v průvodu osvobozených vězňů svou matku Doru a radostně se s ní shledá. Zatímco malý Giosuè nadšeně vypráví matce o tom, jak vyhrál tank, jak mu otec slíbil, dospělý Giosuè v závěrečném monologu vzpomíná na oběť, kterou jeho otec přinesl, aby ho ochránil před hrůzami koncentračního tábora.

## Obsazení
| Roberto Benigni   | Quido Orefice  |
| Nicoletta Braschi | Dora           |
| Giorgio Cantarini | Giosuè         |
| Giustino Durano   | Strýček Eliseo |
| Horst Buchholz    | Doktor Lessing |
| Marisa Paredes    | Dořina matka   |
| Sergio Bustric    | Ferruccio      |
| Amerigo Fontani   | Rodolfo        |